# Petra Langrová
Petra Langrová (Prostějov, 27 juni 1970) is een voormalig tennisspeelster uit Tsjecho-Slowakije, later Tsjechië. Zij speelt rechtshandig en heeft een tweehandige backhand. Zij was actief in het proftennis van 1986 tot en met 1998.

## Loopbaan

### Enkelspel
Langrová debuteerde in 1986 op het ITF-toernooi van Mali Lošinj (in toenmalig Joegoslavië). Zij stond in 1988 voor het eerst in een finale, op het ITF-toernooi van Bournemouth (Engeland) – hier veroverde zij haar eerste enkelspeltitel, door de Amerikaanse Ann Grossman te verslaan. In totaal won zij drie ITF-titels, de laatste in 1993 in Přerov (Tsjechië).
In 1988 kwalificeerde Langrová zich voor het eerst voor een WTA-hoofdtoernooi, op het toernooi van Parijs – als kwalificante drong zij meteen door tot de finale – hier veroverde zij haar enige WTA-enkelspeltitel, door de Belgische Sandra Wasserman te verslaan.
Haar beste resultaat op de grandslamtoernooien is het bereiken van de derde ronde, eenmaal op Roland Garros 1996 (waarin zij Steffi Graf tegenover zich vond) en andermaal op het US Open 1996 (waarin zij verloor van de Oostenrijkse Judith Wiesner). Haar hoogste notering op de WTA-ranglijst is de 53e plaats, die zij bereikte in mei 1997.

### Dubbelspel
Langrová behaalde in het dubbelspel betere resultaten dan in het enkelspel. Zij debuteerde in 1986 op het ITF-toernooi van Bol (Kroatië), samen met landgenote Hana Adamková. Zij stond een week later voor het eerst in een finale, op het ITF-toernooi van Šibenik (in toenmalig Joegoslavië), samen met landgenote Jana Pospíšilová – hier veroverde zij haar eerste titel, door het Tsjecho-Slowaakse duo Denisa Krajčovičová en Radomira Zrubáková te verslaan. Nog een week later herhaalde die situatie zich in Mali Lošinj (Joegoslavië). In totaal won zij acht ITF-titels, de laatste in 1997 in Poitiers (Frankrijk), samen met de Belgische Nancy Feber.
In 1988 speelde Langrová voor het eerst op een WTA-hoofdtoernooi, op het toernooi van Parijs, samen met landgenote Jana Pospíšilová. Zij bereikten er de halve finale. Zij stond in 1990 voor het eerst in een WTA-finale, op het toernooi van Kitzbühel, samen met landgenote Radomira Zrubáková – hier veroverde zij haar eerste titel, door het koppel Sandra Cecchini en Patricia Tarabini te verslaan. In totaal won zij vijf WTA-titels, de laatste in 1995 in Palermo, samen met landgenote Radka Bobková.
Haar beste resultaat op de grandslamtoernooien is het bereiken van de tweede ronde. Haar hoogste notering op de WTA-ranglijst is de 35e plaats, die zij bereikte in april 1993.

### Tennis in teamverband
In 1994 en 1995 maakte Langrová deel uit van het Tsjechische Fed Cup-team – zij behaalde daar een winst/verlies-balans van 6–2. In 1994 speelde zij in de eerste ronde van de Wereldgroep – het team verloor van de Amerikaanse dames. In 1995 wist de ploeg vanuit de regionale groep naar Wereldgroep II terug omhoog te klimmen (door achtereenvolgens te winnen van Polen, Slovenië, Wit-Rusland en Zweden), waaraan Langrová bijdroeg met zes persoonlijke zeges.

## Privé
Na een eerder huwelijk met Píchal (toen zij zich Píchalová-Langrová noemde) is zij sinds oktober 2013 gehuwd met Miroslav Černošek, de manager van Petra Kvitová en van het Tsjechische Davis Cup-team – zij gaat nu bij de naam Černošková-Langrová.

## Posities op deWTA-ranglijst
Positie per einde seizoen:
| jaar | rang enkelspel | rang dubbelspel |
| ---- | -------------- | --------------- |
| 1987 | 469            | 195             |
| 1988 | 99             | 139             |
| 1989 | 78             | 149             |
| 1990 | 80             | 79              |
| 1991 | 85             | 53              |
| 1992 | 132            | 45              |
| 1993 | 118            | 89              |
| 1994 | 95             | 110             |
| 1995 | 136            | 91              |
| 1996 | 66             | 107             |
| 1997 | 135            | 105             |
| 1998 | 223            | 123             |

## Palmares
| Legenda                |
| ---------------------- |
| Grandslamtoernooi      |
| Olympische Spelen      |
| Year-End Championships |
| Tier I                 |
| Tier II                |
| Tier III               |
| Tier IV & V            |

### WTA-finaleplaatsen enkelspel
| nr.              | finale     | toernooi   | ondergrond | tegenstandster            | score    |
| ---------------- | ---------- | ---------- | ---------- | ------------------------- | -------- |
| gewonnen finales |            |            |            |                           |          |
| 1.               | 1988-09-25 | WTA Parijs | gravel     | Sandra Wasserman          | 7-6, 6-2 |
| verloren finales |            |            |            |                           |          |
| 1.               | 1991-02-17 | WTA Linz   | tapijt (i) | Manuela Maleeva-Fragnière | 4-6, 6-7 |

### WTA-finaleplaatsen vrouwendubbelspel
| nr.              | finale     | toernooi         | ondergrond    | partner            | tegenstandsters                           | score         |
| ---------------- | ---------- | ---------------- | ------------- | ------------------ | ----------------------------------------- | ------------- |
| gewonnen finales |            |                  |               |                    |                                           |               |
| 1.               | 1990-09-16 | WTA Kitzbühel    | gravel        | Radomira Zrubáková | Sandra Cecchini Patricia Tarabini         | 6-0, 6-4      |
| 2.               | 1991-07-14 | WTA Palermo      | gravel        | Mary Pierce        | Laura Garrone Mercedes Paz                | 6-3, 6-7, 6-3 |
| 3.               | 1991-09-22 | WTA Parijs       | gravel        | Radomira Zrubáková | Alexia Dechaume Julie Halard              | 6-4, 6-4      |
| 4.               | 1992-10-04 | WTA Bayonne      | tapijt (i)    | Linda Ferrando     | Claudia Kohde-Kilsch Stephanie Rehe       | 1-6, 6-3, 6-4 |
| 5.               | 1995-07-16 | WTA Palermo      | gravel        | Radka Bobková      | Petra Schwarz Katarína Studeníková        | 6-4, 6-1      |
| verloren finales |            |                  |               |                    |                                           |               |
| 1.               | 1991-02-17 | WTA Linz         | tapijt (i)    | Radomira Zrubáková | Manuela Maleeva-Fragnière Raffaella Reggi | 4-6, 6-1, 3-6 |
| 2.               | 1992-04-26 | WTA Kuala Lumpur | hardcourt (i) | Rika Hiraki        | Isabelle Demongeot Natalia Medvedeva      | 6-2, 4-6, 1-6 |
| 3.               | 1992-05-10 | WTA Waregem      | gravel        | Olena Brjoechovets | Manon Bollegraf Caroline Vis              | 4-6, 3-6      |
| 4.               | 1992-07-12 | WTA Palermo      | gravel        | Ana Segura         | Halle Cioffi María José Gaidano           | 3-6, 6-4, 3-6 |
| 5.               | 1993-05-02 | WTA Tarente      | gravel        | Mercedes Paz       | Debbie Graham Brenda Schultz              | 0-6, 4-6      |

### Gewonnen ITF-toernooien enkelspel
| nr. | finale     | toernooi    | dotatie | ondergrond    | tegenstandster in finale | score         |
| --- | ---------- | ----------- | ------- | ------------- | ------------------------ | ------------- |
| 1.  | 1988-05-08 | Bournemouth | $10.000 | gravel        | Ann Grossman             | 6-7, 6-2, 6-3 |
| 2.  | 1988-09-11 | Porto       | $25.000 | gravel        | Sandrine Jaquet          | 6-4, 6-1      |
| 3.  | 1993-12-19 | Přerov      | $10.000 | hardcourt (i) | Eva Krejčová             | 6-2, 7-6      |

### Gewonnen ITF-toernooien dubbelspel
| nr. | finale     | toernooi    | dotatie | ondergrond    | partner             | tegenstandsters in finale              | score         |
| --- | ---------- | ----------- | ------- | ------------- | ------------------- | -------------------------------------- | ------------- |
| 1.  | 1986-10-05 | Šibenik     | $10.000 | gravel        | Jana Pospíšilová    | Denisa Krajčovičová Radomira Zrubáková | 6-1, 6-2      |
| 2.  | 1986-10-12 | Mali Lošinj | $10.000 | gravel        | Jana Pospíšilová    | Denisa Krajčovičová Radomira Zrubáková | 6-3, 7-6      |
| 3.  | 1987-06-07 | Adria       | $10.000 | gravel        | Nora Bajchiková     | Erika Smith Reeka Szikszay             | 6-7, 7-5, 6-2 |
| 4.  | 1987-09-20 | Sofia       | $10.000 | gravel        | Michaela Frimmelová | Anne Aallonen Evelyn Larwig            | 6-2, 6-2      |
| 5.  | 1988-04-10 | Bari        | $10.000 | gravel        | Michaela Frimmelová | Gabriela Castro Ana Segura             | 6-4, 7-5      |
| 6.  | 1995-03-05 | Prostějov   | $25.000 | hardcourt (i) | Martina Hingis      | Eva Melicharová Katarzyna Teodorowicz  | 7-6, 6-2      |
| 7.  | 1995-10-01 | Bratislava  | $75.000 | gravel        | Radomira Zrubáková  | Yvette Basting Magdalena Grzybowska    | 6-3, 6-1      |
| 8.  | 1997-11-02 | Poitiers    | $50.000 | hardcourt (i) | Nancy Feber         | Lea Ghirardi Svetlana Kriventsjeva     | 3-6, 6-3, 6-1 |

## Resultaten grandslamtoernooien
| Legenda | Legenda                          |
| ------- | -------------------------------- |
| g.t.    | geen toernooi gehouden           |
| l.c.    | lagere categorie                 |
| –       | niet deelgenomen                 |
| G       | uitgeschakeld in de groepsfase   |
| 1R      | uitgeschakeld in de eerste ronde |
| 2R      | uitgeschakeld in de tweede ronde |
| 3R      | uitgeschakeld in de derde ronde  |
| 4R      | uitgeschakeld in de vierde ronde |
| KF      | uitgeschakeld in de kwartfinale  |
| HF      | uitgeschakeld in de halve finale |
| F       | de finale verloren               |
| W       | het toernooi gewonnen            |
| w-v     | winst/verlies-balans             |

### Enkelspel
| toernooi        | 1989 | 1990 | 1991 | 1992 | 1993 | 1994 | 1995 | 1996 | 1997 |
| --------------- | ---- | ---- | ---- | ---- | ---- | ---- | ---- | ---- | ---- |
| Australian Open | 2R   | 1R   | 1R   | –    | 2R   | 1R   | 1R   | –    | 1R   |
| Roland Garros   | 1R   | 1R   | 2R   | 1R   | 1R   | 2R   | –    | 3R   | 1R   |
| Wimbledon       | 1R   | 1R   | 1R   | –    | 1R   | 2R   | –    | –    | 1R   |
| US Open         | 1R   | 1R   | 1R   | –    | –    | 1R   | –    | 3R   | 1R   |

### Vrouwendubbelspel
| toernooi        | 1989 | 1990 | 1991 | 1992 | 1993 | 1994 | 1995 | 1996 | 1997 | 1998 |
| --------------- | ---- | ---- | ---- | ---- | ---- | ---- | ---- | ---- | ---- | ---- |
| Australian Open | 1R   | 1R   | 1R   | –    | 1R   | 1R   | 1R   | 1R   | 2R   | 1R   |
| Roland Garros   | 1R   | 1R   | 2R   | 2R   | 2R   | 1R   | –    | 2R   | 1R   | 1R   |
| Wimbledon       | –    | 2R   | 1R   | 1R   | 1R   | –    | 1R   | 1R   | 1R   | –    |
| US Open         | 1R   | 1R   | 1R   | 1R   | 2R   | 1R   | 1R   | 1R   | 1R   | –    |

### Gemengd dubbelspel
| toernooi        | 1990 |    | 1992 |
| --------------- | ---- | -- | ---- |
| Australian Open | –    | –  |      |
| Roland Garros   | 1R   | 2R |      |
| Wimbledon       | –    | 2R |      |
| US Open         | –    | –  |      |